# 巨大津波
巨大津波（きょだいつなみ）とは、巨大な津波のこと。マグニチュード8を超える巨大地震に伴う規模の大きい津波などに「巨大」という表現が用いられる。メガ津波（Megatsunami）という語が用いられることもある。本項では巨大津波の要因について記述する。

## 巨大津波の要因
津波は、地震、海底地すべり、火山噴火、沿岸での山崩れなどによって発生する。また、海洋への天体の衝突・隕石落下よって津波が発生することもある。

### 地震及び海底地すべり
海底の地殻変動によりプレートの一方が他のプレートに沈み込んでいる場合、プレート先端部の跳ね上がりによるプレート間地震（海溝型地震）が発生する。プレート間地震は時にマグニチュード8クラスの巨大地震が発生し津波を伴うこともある。
プレート境界付近では海洋プレートの内部でも大規模な断層運動が生じており、これによって発生する地震を海洋プレート内地震と呼ぶ。特に沈み込む前の海洋プレート内で発生する地震はアウターライズ地震と呼ばれ、プレート境界より沖合で地震が発生するため、地震動に比して巨大津波となる場合がある。アウターライズ地震としては1933年の昭和三陸地震などがある。
また、津波の発生原因として、巨大地震による断層運動のほかに海底地すべりによるものがある。津波の発生要因と頻度として、海底地震性の津波が9割なのに対し、地すべり性の原因は全体で0.3割で割合は低いが、発生した津波の大きさが局所的に大きくなるという特徴がある。
津波の発生源が複合的な要因によると考えられることもある。1771年の八重山地震津波の場合、石垣島南東部では遡上高が約30mにも達したが、この津波については石垣島南方沖プレート内地震＋海底地すべり、石垣島東方沖プレート内地震、琉球海溝付近におけるプレート間地震の3つの津波源モデルが考えられている。また、東日本大震災を引き起こした2011年の東北地方太平洋沖地震による津波は、太平洋プレートと北米プレートの境界で発生した海溝型地震によるものと考えられているが、震源の北側で発生した海底地すべりで発生した波と合わさって津波が巨大化したとする説もある。

### 火山噴火
1883年、インドネシアのクラカタウ火山が大噴火を起こし、海底に大きな陥没カルデラが形成され、これによって最大35mの高さの津波が引き起こされた。

### 沿岸での山崩れ
1792年、島原半島では雲仙岳のふもとにある眉山が大規模な土砂崩れを起こし、有明海に大量の土砂が突入して津波が発生し、それが対岸の肥後国（熊本県）沿岸に襲来して大きな被害を出した（島原大変肥後迷惑）。入り組んだ湾での津波の高さは20mを超えたと記録されている。
また、1958年、アメリカ合衆国アラスカ州のリツヤ湾では地震により湾内を取り囲んでいる斜面で大規模な土砂崩れが発生して津波が発生。津波は対岸の斜面500mを超える高さにまで遡上し、世界で観測された津波痕跡の最高記録となっている（リツヤ湾大津波）。

### 天体・隕石の衝突（衝突津波）
地質時代に発生した天体・隕石の衝突による津波としては、約6600万年前にメキシコのユカタン半島に隕石が落下して発生したチチュルブ衝突があり、津波の最大波高は約300mと推定されている。また、約215万年前のエルタニン衝突では小天体が深海域に衝突したと考えられており衝突クレーターは発見されていないが、これにより発生した津波はチリ沿岸部に100mを超える高さで到達したとされている。